# Distretto di Rumisapa
Il distretto di Rumisapa è uno degli undici distretti  della provincia di Lamas, in Perù. Si trova nella regione di San Martín e si estende su una superficie di 39,19 chilometri quadrati.

Istituito il 8 maggio 1936, ha per capitale la città di Rumisapa; al censimento 2005 contava 2.364 abitanti.